# Čína na Letních olympijských hrách 2016
Čína na Letních olympijských hrách v roce 2016 byla reprezentována 416 sportovci v 26 sportech. Ti vybojovali 26 zlatých, 18 stříbrných a 26 bronzových medailí.

## Medailisté
| Medaile | Jméno | Sport                   | Soutěž                                                      |
| ------- | --- | ----------------------- | ----------------------------------------------------------- |
| Zlato   | Zhang Mengxue | Sportovní střelba       | Ženy 10 metrů vzduchová pistole                             |
| Zlato   | Shi Tingmao Wu Min-sia | Skoky do vody           | Ženy synchronizované skoky z prkna 3 m                      |
| Zlato   | Lung Čching-čchüan | Vzpírání                | Muži 56 kg                                                  |
| Zlato   | Chen Aisen Lin Yue | Skoky do vody           | Muži synchronizované skoky z věže 10 m                      |
| Zlato   | Sun Jang | Plavání                 | Muži 200 m volný způsob                                     |
| Zlato   | Teng Wej | Vzpírání                | Ženy 63 kg                                                  |
| Zlato   | Čchen Žuo-lin Liu Huixia | Skoky do vody           | Ženy synchronizované skoky z věže 10 m                      |
| Zlato   | Š' Č'-jung | Vzpírání                | Muži 69 kg                                                  |
| Zlato   | Siang Jen-mej | Vzpírání                | Ženy 69 kg                                                  |
| Zlato   | Ting Ning | Stolní tenis            | Ženy dvouhra                                                |
| Zlato   | Ma Lung | Stolní tenis            | Muži dvouhra                                                |
| Zlato   | Wang Čen | Atletika                | Muži 20 km chůze                                            |
| Zlato   | Gong Jinjie Zhong Tianshi | Cyklistika              | Ženy sprint (družstvo)                                      |
| Zlato   | Shi Tingmao | Skoky do vody           | Ženy prkno 3 m                                              |
| Zlato   | Meng Suping | Vzpírání                | Ženy +75 kg                                                 |
| Zlato   | Cchao Jüan | Skoky do vody           | Muži prkno 3 m                                              |
| Zlato   | Ting Ning Li Siao-sia Liu Shiwen                                                                                                | Stolní tenis            | Družstvo žen                                                |
| Zlato   | Ma Lung Sü Sin Čang Ťi-kche | Stolní tenis            | Družstvo mužů                                               |
| Zlato   | Zhao Shuai | Taekwondo               | Muži 58 kg                                                  |
| Zlato   | Ren Qian | Skoky do vody           | Ženy 10 m věž                                               |
| Zlato   | Fu Chaj-feng Čang Nan | Badminton               | Muži dvojice                                                |
| Zlato   | Lü Siou-č’ | Atletika                | Ženy 20 km chůze                                            |
| Zlato   | Čchen Lung | Badminton               | Muži jednotlivci                                            |
| Zlato   | Chen Aisen | Skoky do vody           | Muži 10 m věž                                               |
| Zlato   | Zheng Shuyin | Taekwondo               | Ženy +67 kg                                                 |
| Zlato   | Yuan Xinyue Zhu Ting Yang Fangxu Gong Xiangyu Wei Qiuyue Zhang Changning Lin Li Ding Xia Yan Ni Liu Xiaotong Xu Yunli Hui Ruoqi | Volejbal                | Turnaj žen                                                  |
| Stříbro | Du Li | Sportovní střelba       | Ženy 10 metrů vzduchová puška                               |
| Stříbro | Sun Jang | Plavání                 | Muži 400 m volný způsob                                     |
| Stříbro | Xu Jiayu | Plavání                 | Muži 100 m znak                                             |
| Stříbro | Lü Siao-ťün | Vzpírání                | Muži 77 kg                                                  |
| Stříbro | Li Siao-sia | Stolní tenis            | Ženy jednotlivkyně                                          |
| Stříbro | Zhang Binbin | Sportovní střelba       | Ženy 50 metrů libovolná malorážka 3×20 ran – polohový závod |
| Stříbro | Hao Jialu Sun I-wen Sun Jü-ťie Sü An-čchi                                                                                       | Šerm                    | Družstvo žen kord                                           |
| Stříbro | Čang Ťi-kche | Stolní tenis            | Muži jednotlivci                                            |
| Stříbro | Cai Zelin | Atletika                | Muži 20 km chůze                                            |
| Stříbro | Tian Tao | Vzpírání                | Muži 85 kg                                                  |
| Stříbro | Dong Dong | Skoky na trampolíně     | Muži                                                        |
| Stříbro | Chen Peina | Jachting                | Ženy RS:X                                                   |
| Stříbro | He Zi | Skoky do vody           | Ženy 3 m prkno                                              |
| Stříbro | Čang Wen-siou | Atletika                | Ženy hod kladivem                                           |
| Stříbro | Huang Xuechen Sun Wenyan | Synchronizované plavání | Ženy dvojice                                                |
| Stříbro | Si Yajie | Skoky do vody           | Ženy 10 m věž                                               |
| Stříbro | Gu Xiao Guo Li Huang Xuechen Li Xiaolu Liang Xinping Sun Wenyan Tang Mengni Yin Chengxin Zeng Zhen                              | Synchronizované plavání | Družstvo žen                                                |
| Stříbro | Yin Junhua | Box                     | Ženy lehká váha (– 60 kg)                                   |
| Bronz   | I S’-ling | Sportovní střelba       | Ženy 10 metrů vzduchová puška                               |
| Bronz   | Sun I-wen | Šerm                    | Ženy kord                                                   |
| Bronz   | Pang Wei | Sportovní střelba       | Muži 10 metrů vzduchová pistole                             |
| Bronz   | Deng Shudi Lin Chaopan Liu Yang You Hao Zhang Chenglong                                                                         | Sportovní gymnastika    | Družstvo mužů víceboj                                       |
| Bronz   | Fu Jüan-chuej | Plavání                 | Ženy 100 m znak                                             |
| Bronz   | Fan Yilin Mao Yi Shang Chunsong Tan Jiaxin Wang Jen                                                                             | Sportovní gymnastika    | Družstvo žen víceboj                                        |
| Bronz   | Čcheng Sün-čao | Judo                    | Muži 90 kg                                                  |
| Bronz   | Cchao Jüan Qin Kai | Skoky do vody           | Muži synchronizované skoky z prkna 3 m                      |
| Bronz   | Du Li | Sportovní střelba       | Ženy 50 metrů libovolná malorážka 3×20 ran – polohový závod |
| Bronz   | Shi Jinglin | Plavání                 | Ženy 200 m prsa                                             |
| Bronz   | Wang Shun | Plavání                 | Muži 200 m polohový závod                                   |
| Bronz   | Huang Wenyi Pan Feihong | Veslování               | Ženy dvojskif lehkých vah                                   |
| Bronz   | Jü Sung | Judo                    | Ženy +78 kg                                                 |
| Bronz   | Li Dan | Skoky na trampolíně     | Ženy                                                        |
| Bronz   | Duan Jingliová | Veslování               | Ženy skif                                                   |
| Bronz   | Li Yuehong | Sportovní střelba       | Muži 25 metrů rychlopalná pistole                           |
| Bronz   | Gao Lei | Skoky na trampolíně     | Muži                                                        |
| Bronz   | Tung Pin | Atletika                | Muži trojskok                                               |
| Bronz   | Čang Nan Čao Jün-lej | Badminton               | Smíšená dvojice                                             |
| Bronz   | Sun Ja-nan | Zápas                   | Ženy volný styl 48 kg                                       |
| Bronz   | Ren Cancan | Box                     | Ženy flyweight                                              |
| Bronz   | Čang Feng-liou | Zápas                   | Ženy volný styl 75 kg                                       |
| Bronz   | Hu Jianguan | Box                     | Muži muší váha (– 52 kg)                                    |
| Bronz   | Li Qian | Box                     | Ženy střední váha (– 75 kg)                                 |
| Bronz   | Lü Siou-č’ | Atletika                | Ženy 20 km chůze                                            |
| Bronz   | Feng Shanshan | Golf                    | Ženy jednotlivkyně                                          |